# KELT-9 b
KELT-9 b — экзопланета у звезды KELT-9 (HD 195689) в созвездии Лебедя.
Это самая горячая известная экзопланета, горячий юпитер, температура на её дневной стороне может достигать 4600 K (ок. 4300 °C), что делает её горячее, чем звёзды спектрального класса M, и даже некоторые звёзды спектрального класса K. Экзопланета KELT-9 b была обнаружена в 2016 году обсерваторией «Kilodegree Extremely Little Telescope». В 2021 году было объявлено об открытии более близкой к материнской звезде планеты TOI-2109 b, год на которой длится 16 часов, но температура на её поверхности ниже, чем у KELT-9 b — 3300 °C.

## Физические характеристики
Экзопланета вращается по орбите вокруг звезды главной последовательности спектрального класса A KELT-9 (HD 195689), находящейся в созвездии Лебедя на расстоянии около 620 световых лет (190 пк) от Солнца.
Орбита экзопланеты находится на расстоянии 0,03 астрономической единицы (4,5 млн км) от родительской звезды, один год (период обращения) составляет 1,48 суток. KELT-9 b примерно в 2,88 раза тяжелее Юпитера.
Температура родительской звезды KELT-9 составляет 10170 K, что примечательно, поскольку крайне редко удаётся обнаруживать экзопланеты транзитным методом у столь горячих звёзд. До открытия экзопланеты у звезды KELT-9 было известно только шесть звёзд спектрального класса A, имеющих планеты, причём предыдущая звезда-рекордсмен по температуре WASP-33 была почти на 3 тысячи градусов холоднее (7430 К). Кроме того, от своего светила KELT-9 b получает в 700 раз больше рентгеновского излучения, чем WASP-33 b получает от своей родительской звезды WASP-33. Используя спектрограф HARPS-North (en:HARPS-N), установленный на 3,58-метровом итальянском Национальном телескопе Галилео (en:Galileo National Telescope) в обсерватории Роке-де-лос-Мучачос на острове Пальма (Канарские острова), астрономы обнаружили спектральные линии, соответствующие ионизированным атомам железа (Fe и Fe+) и ионизированному титану (Ti+). На ночной стороне ионизированные атомы железа и титана могут конденсироваться в облака, из которых выпадают металлические дожди.